# آلساندرو تونلی
آلساندرو تونلی (ایتالیایی: Alessandro Tonelli؛ زادهٔ ۲۹ مهٔ ۱۹۹۲) دوچرخه‌سوار اهل ایتالیا است.
از باشگاه‌هایی که در آن رکاب زده‌است می‌توان به باردیانی–سی‌اس‌اف اشاره کرد.